# Superliga de Turquía 2023-24
La temporada 2023-24 fue la 66.ª temporada de la Superliga de Turquía, la máxima categoría del fútbol profesional en Turquía. El torneo comenzó el 11 de agosto de 2023 y finalizó el 26 de mayo de 2024.

## Ascensos y descensos
| Pos. | Descendidos de la Superliga de Turquía 2022-23 |
| ---- | ---------------------------------------------- |
| 16.º | Giresunspor                                    |
| 17.º | Ümraniyespor                                   |

| Pos.  | Ascendidos de la TFF Primera División 2022-23 |
| ----- | --------------------------------------------- |
| 1.º   | Samsunspor                                    |
| 2.º   | Çaykur Rizespor                               |
| Prom. | Pendikspor                                    |

## Clubes
| Club                | Ciudad                  | Estadio                        | Aforo  |
| ------------------- | ----------------------- | ------------------------------ | ------ |
| Adana Demirspor     | Adana                   | Nuevo Estadio de Adana         | 33 543 |
| Alanyaspor          | Alanya                  | Estadio Bahçeşehir Okulları    | 10 130 |
| MKE Ankaragücü      | Ankara                  | Estadio Eryaman                | 20 071 |
| Antalyaspor         | Antalya                 | Estadio de Antalya             | 33 032 |
| Beşiktaş            | Estambul (Beşiktaş)     | Vodafone Park                  | 42 000 |
| Çaykur Rizespor     | Rize                    | Estadio Çaykur Didi            | 15 332 |
| Fatih Karagümrük    | Estambul (Fatih)        | Estadio Olímpico Atatürk       | 76 761 |
| Fenerbahçe          | Estambul (Kadıköy)      | Estadio Şükrü Saracoğlu        | 50 509 |
| Galatasaray         | Estambul (Şişli)        | Nef Stadium                    | 52 652 |
| Gaziantep FK        | Gaziantep               | Gaziantep Arena                | 33 502 |
| Estambul Başakşehir | Estambul (Başakşehir)   | Estadio Başakşehir Fatih Terim | 17 801 |
| Kasımpaşa           | Estambul (Beyoğlu)      | Estadio Recep Tayyip Erdoğan   | 14 234 |
| Hatayspor           | Antioquía               | Nuevo Estadio de Hatay         | 25 269 |
| İstanbulspor        | Estambul (Büyükçekmece) | Estadio Necmi Kadıoğlu         | 4 488  |
| Kayserispor         | Kayseri                 | Estadio Kadir Has              | 32 864 |
| Konyaspor           | Konya                   | Estadio Konya Büyükşehir       | 42 276 |
| Pendikspor          | Estambul (Pendik)       | Estadio de Pendik              | 4 100  |
| Samsunspor          | Samsun                  | Estadio de Samsun              | 33 919 |
| Sivasspor           | Sivas                   | Sivas Arena                    | 27 532 |
| Trabzonspor         | Trebisonda              | Estadio Şenol Güneş            | 41 900 |

### Información de los equipos
| Equipo              | Entrenador            | Capitán               | Marca        | Patrocinador principal |
| ------------------- | --------------------- | --------------------- | ------------ | ---------------------- |
| Adana Demirspor     | Patrick Kluivert      | Benjamin Stambouli    | New Balance  | Bitexen                |
| Alanyaspor          | Ömer Erdoğan          | Efecan Karaca         | Uhlsport     | TAV Airports           |
| Ankaragücü          | Tolunay Kafkas        | Tolga Ciğerci         | Umbro        | ERG Şirketler Grubu    |
| Antalyaspor         | Nuri Şahin            | Veysel Sarı           | Nike         | Çağlayan Grup          |
| Beşiktaş            | Şenol Güneş           | Necip Uysal           | Adidas       | Rain                   |
| Çaykur Rizespor     | İlhan Palut           | Gökhan Akkan          | Nike         | Çaykur                 |
| Fatih Karagümrük    | Alparslan Erdem       | Salih Dursun          | Wulfz        | VavaCars               |
| Fenerbahçe          | İsmail Kartal         | Edin Džeko            | Puma         | Otokoç                 |
| Galatasaray         | Okan Buruk            | Fernando Muslera      | Nike         | Sixt                   |
| Gaziantep           | Erdal Güneş           | Papy Djilobodji       | Nike         | Sanko                  |
| Hatayspor           | Volkan Demirel        | Kamil Çörekçi         | Puma         | Trendyol Yemek         |
| Estambul Başakşehir | Emre Belözoğlu        | Mahmut Tekdemir       | Joma         | Balkar                 |
| İstanbulspor        | Fatih Tekke           | Eduard Rroca          | Raru         |                        |
| Kasımpaşa           | Kemal Özdeş           | Haris Hajradinović    | Puma         | Ciner                  |
| Kayserispor         | Çağdaş Atan           | Dimitrios Kolovetsios | Nike         | İstikbal               |
| Konyaspor           | Aleksandar Stanojević | Guilherme             | New Balance  | Tümosan                |
| Pendikspor          | Osman Özköylü         | Burak Öğür            | Puma         | Magdeburger Sigorta    |
| Samsunspor          | Hüseyin Eroğlu        | Moryké Fofana         | Hummel       | Yılport                |
| Sivasspor           | Servet Çetin          | Hakan Arslan          | Tony Montana | Brand Vadi Istanbul    |
| Trabzonspor         | Nenad Bjelica         | Uğurcan Çakır         | Joma         | Vestel                 |

### Cambios de entrenadores
| Equipo           | Entrenador (Jornadas)   | Tipo de salida  | Fecha de vacante         | Posición en la tabla | Entrenador entrante     | Fecha de nombramiento   |
| ---------------- | ----------------------- | --------------- | ------------------------ | -------------------- | ----------------------- | ----------------------- |
| Gaziantep FK     | Vacante                 | Vacante         | Vacante                  | Pretemporada         | Erdal Güneş             | 24 de mayo de 2023      |
| Sivasspor        | Rıza Çalımbay           | Fin de contrato | 7 de junio de 2023       | Pretemporada         | Servet Çetin            | 26 de junio de 2023     |
| Çaykur Rizespor  | Bülent Korkmaz          | Fin de contrato | 8 de junio de 2023       | Pretemporada         | İlhan Palut             | 13 de junio de 2023     |
| Fenerbahçe       | Jorge Jesus             | Fin de contrato | 12 de junio de 2023      | Pretemporada         | İsmail Kartal           | 28 de junio de 2023     |
| Adana Demirspor  | Vincenzo Montella       | Fin de contrato | 12 de junio de 2023      | Pretemporada         | Patrick Kluivert        | 1 de julio de 2023      |
| Başakşehir       | Emre Belözoğlu          | Mutuo acuerdo   | 3 de septiembre de 2023  | 19.º                 | Çağdaş Atan             | 6 de septiembre de 2023 |
| Gaziantep FK     | Erdal Güneş             | Mutuo acuerdo   | 4 de septiembre de 2023  | 20.º                 | Marius Șumudică         | 6 de septiembre de 2023 |
| Kayserispor      | Çağdaş Atan             | Mutuo acuerdo   | 6 de septiembre de 2023  | 9.º                  | Recep Uçar              | 6 de septiembre de 2023 |
| İstanbulspor     | Fatih Tekke             | Mutuo acuerdo   | 25 de septiembre de 2023 | 19.º                 | Hakan Yakin             | 16 de octubre de 2023   |
| Samsunspor       | Hüseyin Eroğlu          | Mutuo acuerdo   | 27 de septiembre de 2023 | 20.º                 | Markus Gisdol           | 10 de octubre de 2023   |
| Ankaragücü       | Tolunay Kafkas          | Mutuo acuerdo   | 2 de octubre de 2023     | 14.º                 | Emre Belözoğlu          | 3 de octubre de 2023    |
| Beşiktaş         | Şenol Güneş             | Mutuo acuerdo   | 6 de octubre de 2023     | 4.º                  | Burak Yılmaz (interino) | 7 de octubre de 2023    |
| Trabzonspor      | Nenad Bjelica           | Mutuo acuerdo   | 12 de octubre de 2023    | 7.º                  | Abdullah Avcı           | 12 de octubre de 2023   |
| Pendikspor       | Osman Özköylü           | Mutuo acuerdo   | 9 de octubre de 2023     | 18.º                 | Ivo Vieira              | 17 de octubre de 2023   |
| Alanyaspor       | Ömer Erdoğan            | Mutuo acuerdo   | 29 de octubre de 2023    | 11.º                 | Fatih Tekke             | 3 de noviembre de 2023  |
| Beşiktaş         | Burak Yılmaz (interino) | Renuncia        | 10 de noviembre de 2023  | 5.º                  | Rıza Çalımbay           | 11 de noviembre de 2023 |
| Adana Demirspor  | Patrick Kluivert        | Despedido       | 4 de diciembre de 2023   | 5.º                  | Hikmet Karaman          | 18 de enero de 2024     |
| Fatih Karagümrük | Alparslan Erdem         | Mutuo acuerdo   | 11 de diciembre de 2023  | 13.º                 | Shota Arveladze         | 11 de diciembre de 2023 |
| Beşiktaş         | Rıza Çalımbay           | Despedido       | 22 de diciembre de 2023  | 5.º                  | Fernando Santos         | 7 de enero de 2024      |
| Sivasspor        | Servet Çetin            | Mutuo acuerdo   | 30 de diciembre de 2023  | 10.º                 | Bülent Uygun            | 1 de enero de 2024      |
| Antalyaspor      | Nuri Şahin              | Mutuo acuerdo   | 31 de diciembre de 2023  | 8.º                  | Sergen Yalçın           | 3 de enero de 2024      |
| Konyaspor        | Hakan Keleş             | Renuncia        | 11 de enero de 2024      | 18.º                 | Fahrudin Omerović       | 15 de enero de 2024     |
| İstanbulspor     | Hakan Yakın             | Mutuo acuerdo   | 19 de enero de 2024      | 20.º                 | Osman Zeki Korkmaz      | 19 de enero de 2024     |

## Desarrollo

### Tabla de posiciones
| Pos. | Equipo               | Pts. | PJ | G  | E  | P  | GF | GC | Dif. | Clasificación o descenso                              |
| ---- | -------------------- | ---- | -- | -- | -- | -- | -- | -- | ---- | ----------------------------------------------------- |
| 1    | Galatasaray (C)      | 102  | 38 | 33 | 3  | 2  | 92 | 26 | +66  | Ronda clasificatoria de play-off de Liga de Campeones |
| 2    | Fenerbahçe           | 99   | 38 | 31 | 6  | 1  | 99 | 31 | +68  | Segunda ronda clasificatoria de Liga de Campeones     |
| 3    | Trabzonspor          | 67   | 38 | 21 | 4  | 13 | 67 | 49 | +18  | Segunda ronda clasificatoria de Liga Europa           |
| 4    | İstanbul Başakşehir  | 61   | 38 | 18 | 7  | 13 | 57 | 43 | +14  | Segunda ronda clasificatoria de Liga Conferencia      |
| 5    | Kasımpaşa            | 56   | 38 | 16 | 8  | 14 | 62 | 65 | −3   |                                                       |
| 6    | Beşiktaş             | 56   | 38 | 16 | 8  | 14 | 52 | 47 | +5   | Ronda clasificatoria de play-off de Liga Europa       |
| 7    | Sivasspor            | 54   | 38 | 14 | 12 | 12 | 47 | 54 | −7   |                                                       |
| 8    | Alanyaspor           | 52   | 38 | 12 | 16 | 10 | 53 | 50 | +3   |                                                       |
| 9    | Çaykur Rizespor      | 50   | 38 | 14 | 8  | 16 | 48 | 58 | −10  |                                                       |
| 10   | Antalyaspor          | 49   | 38 | 12 | 13 | 13 | 43 | 49 | −6   |                                                       |
| 11   | Gaziantep            | 44   | 38 | 12 | 8  | 18 | 50 | 57 | −7   |                                                       |
| 12   | Adana Demirspor      | 44   | 38 | 10 | 14 | 14 | 54 | 61 | −7   |                                                       |
| 13   | Samsunspor           | 43   | 38 | 11 | 10 | 17 | 42 | 52 | −10  |                                                       |
| 14   | Kayserispor          | 42   | 38 | 11 | 12 | 15 | 44 | 57 | −13  |                                                       |
| 15   | Hatayspor            | 41   | 38 | 9  | 14 | 15 | 45 | 52 | −7   |                                                       |
| 16   | Konyaspor            | 41   | 38 | 9  | 14 | 15 | 40 | 53 | −13  |                                                       |
| 17   | Ankaragücü (D)       | 40   | 38 | 8  | 16 | 14 | 45 | 50 | −5   | Descenso a la TFF Primera División                    |
| 18   | Fatih Karagümrük (D) | 40   | 38 | 10 | 10 | 18 | 49 | 52 | −3   | Descenso a la TFF Primera División                    |
| 19   | Pendikspor (D)       | 37   | 38 | 9  | 10 | 19 | 42 | 73 | −31  | Descenso a la TFF Primera División                    |
| 20   | İstanbulspor (D)     | 16   | 38 | 4  | 7  | 27 | 27 | 80 | −53  | Descenso a la TFF Primera División                    |

 Fuente: Süper Lig
Criterios de clasificación: 1) Puntos; 2) Puntos entre sí; 3) Diferencia de goles entre sí; 4) Goles marcados entre sí; 5) Diferencia goles; 6) Goles marcados; 7) Play-off.
Notas:
1. ↑  El Kayserispor fue sancionado con la quita de tres puntos debido a que el club no pudo resolver las deficiencias que le habían sido detectadas por parte de la comisión de licencias de clubes.[21]
2. ↑  El İstanbulspor fue sancionado con la quita de tres puntos debido a que el equipo se retiró al minuto 73 del partido ante el  Trabzonspor correspondiente a la jornada 17.[22]

### Resultados
| Local \ Visitante   | ADA | ALA | ANK | ANT | BES | CAY | FAT | FEN | GAL | GAZ | HAT | ISB | ISS | KAS | KAY | KON | PEN | SAM | SIV | TRA |
| ------------------- | --- | --- | --- | --- | --- | --- | --- | --- | --- | --- | --- | --- | --- | --- | --- | --- | --- | --- | --- | --- |
| Adana Demirspor     | —   | 4–0 | 1–1 | 2–1 | 4–2 | 2–1 | 1–0 | 0–0 | 0–3 | 1–6 | 0–1 | 2–6 | 2–2 | 1–3 | 0–0 | 3–0 | 3–0 | 2–3 | 4–1 | 1–0 |
| Alanyaspor          | 3–3 | —   | 1–1 | 1–1 | 1–1 | 2–1 | 2–1 | 0–1 | 0–4 | 0–3 | 0–0 | 2–0 | 6–0 | 3–3 | 1–0 | 2–2 | 1–1 | 3–1 | 1–2 | 3–1 |
| Ankaragücü          | 1–1 | 1–1 | —   | 0–4 | 1–1 | 1–1 | 2–0 | 0–1 | 0–3 | 3–1 | 0–0 | 2–1 | 1–1 | 3–1 | 3–0 | 1–0 | 0–0 | 2–0 | 0–0 | 0–1 |
| Antalyaspor         | 2–1 | 0–0 | 1–1 | —   | 3–2 | 0–0 | 2–1 | 0–2 | 0–2 | 1–0 | 2–1 | 1–0 | 2–2 | 0–0 | 1–1 | 1–1 | 1–2 | 2–0 | 2–1 | 1–1 |
| Beşiktaş            | 0–0 | 1–3 | 2–0 | 1–2 | —   | 3–2 | 3–0 | 1–3 | 0–1 | 2–0 | 2–2 | 1–0 | 2–0 | 1–3 | 2–1 | 2–0 | 1–1 | 1–1 | 2–0 | 2–0 |
| Çaykur Rizespor     | 1–0 | 0–0 | 2–2 | 3–0 | 0–4 | —   | 1–0 | 1–3 | 0–1 | 3–1 | 2–0 | 3–2 | 1–0 | 0–0 | 3–0 | 0–0 | 5–1 | 1–0 | 1–1 | 1–0 |
| Fatih Karagümrük    | 2–0 | 1–1 | 1–1 | 4–1 | 0–1 | 4–0 | —   | 1–2 | 2–3 | 0–3 | 0–0 | 1–1 | 3–0 | 2–3 | 4–1 | 1–1 | 2–0 | 3–1 | 3–0 | 0–0 |
| Fenerbahçe          | 4–2 | 2–2 | 2–1 | 3–2 | 2–1 | 5–0 | 2–1 | —   | 0–0 | 2–1 | 4–2 | 4–0 | 6–0 | 2–1 | 3–0 | 7–1 | 4–1 | 1–1 | 4–1 | 2–3 |
| Galatasaray         | 3–1 | 4–0 | 2–1 | 2–1 | 2–1 | 6–2 | 1–0 | 0–1 | —   | 2–1 | 1–0 | 2–0 | 3–1 | 2–1 | 2–1 | 3–0 | 4–1 | 4–2 | 6–1 | 2–0 |
| Gaziantep           | 2–2 | 0–3 | 0–1 | 1–0 | 2–0 | 2–0 | 3–1 | 0–1 | 0–3 | —   | 1–1 | 0–2 | 2–0 | 2–0 | 1–1 | 1–1 | 2–2 | 1–1 | 1–3 | 1–3 |
| Hatayspor           | 3–3 | 1–1 | 2–1 | 3–3 | 1–2 | 2–0 | 3–1 | 0–2 | 2–1 | 0–0 | —   | 1–2 | 0–3 | 0–0 | 1–2 | 3–1 | 1–1 | 3–0 | 1–1 | 3–2 |
| İstanbul Başakşehir | 0–0 | 3–2 | 3–3 | 1–0 | 1–1 | 2–0 | 0–2 | 0–1 | 1–2 | 2–0 | 1–0 | —   | 2–0 | 4–1 | 2–3 | 0–1 | 4–1 | 1–0 | 3–1 | 0–1 |
| İstanbulspor        | 0–1 | 0–1 | 2–1 | 1–2 | 0–2 | 0–4 | 1–2 | 1–5 | 0–1 | 1–3 | 2–1 | 0–2 | —   | 1–2 | 1–1 | 0–0 | 2–4 | 1–1 | 1–3 | 0–3 |
| Kasımpaşa           | 2–1 | 2–1 | 3–2 | 3–1 | 2–1 | 2–2 | 1–1 | 0–2 | 3–4 | 4–2 | 3–0 | 0–3 | 3–1 | —   | 3–4 | 0–2 | 1–1 | 1–0 | 0–0 | 1–5 |
| Kayserispor         | 1–1 | 1–0 | 3–2 | 1–1 | 0–0 | 3–1 | 2–2 | 3–4 | 0–0 | 2–0 | 1–1 | 0–0 | 0–1 | 0–2 | —   | 2–2 | 2–0 | 2–1 | 1–3 | 1–2 |
| Konyaspor           | 2–2 | 0–2 | 1–0 | 1–1 | 0–2 | 1–2 | 1–1 | 0–0 | 1–3 | 2–0 | 2–0 | 2–3 | 1–1 | 2–0 | 2–0 | —   | 1–2 | 3–0 | 0–1 | 1–3 |
| Pendikspor          | 2–1 | 1–1 | 1–1 | 0–1 | 4–0 | 2–1 | 1–1 | 0–5 | 0–2 | 0–1 | 1–5 | 2–3 | 1–0 | 3–2 | 1–2 | 0–2 | —   | 1–0 | 2–3 | 0–2 |
| Samsunspor          | 1–1 | 1–1 | 2–1 | 2–0 | 1–2 | 3–0 | 1–0 | 0–2 | 0–2 | 1–2 | 2–1 | 0–0 | 2–1 | 4–2 | 2–0 | 1–1 | 0–0 | —   | 2–0 | 3–1 |
| Sivasspor           | 1–1 | 1–2 | 1–3 | 1–1 | 1–0 | 1–0 | 1–0 | 2–2 | 1–1 | 2–2 | 0–0 | 0–1 | 1–0 | 0–1 | 2–1 | 1–0 | 4–1 | 1–1 | —   | 3–3 |
| Trabzonspor         | 1–0 | 1–0 | 4–2 | 1–0 | 3–0 | 2–3 | 5–1 | 2–3 | 1–5 | 4–2 | 2–0 | 1–1 | 3–0 | 2–3 | 0–1 | 2–1 | 2–1 | 2–1 | 0–1 | —   |

## Goleadores
Actualizado el 26 de mayo de 2024.
| Pos. | Jugador          | Equipo              | Goles |
| ---- | ---------------- | ------------------- | ----- |
| 1    | Mauro Icardi     | Galatasaray         | 25    |
| 2    | Edin Džeko       | Fenerbahçe          | 21    |
| 3    | Rey Manaj        | Sivasspor           | 18    |
| 3    | Mame Thiam       | Kayserispor         | 18    |
| 5    | Adam Buksa       | Antalyaspor         | 16    |
| 6    | Paul Onuachu     | Trabzonspor         | 15    |
| 7    | Krzysztof Piątek | İstanbul Başakşehir | 14    |
| 7    | Denis Drăguş     | Gaziantep           | 14    |
| 9    | Aytaç Kara       | Kasımpaşa           | 13    |
| 9    | Nuno da Costa    | Kasımpaşa           | 13    |
| 9    | Oğuz Aydın       | Alanyaspor          | 13    |